# 金在益
金在益（：／，1938年11月26日—1983年10月9日），韩国经济学家、政治家。全斗焕政府的青瓦台经济首席秘书官，同时也是金融实名制的设计者。他在总统秘书任内积极制定稳定物价、贸易自由和信息化政策，使韩国得以顺利加入经济合作与发展组织。他于1983年10月9日在缅甸仰光爆炸事件中丧生，享年44岁，被追授“大韩民国勋章”。

## 流行文化
- 2005年—MBC电视剧《第五共和国》中，由韩国演员郑善一（朝鲜语：정선일）饰演金在益。